# Ples kod Moulin de la Galette
 Ples kod Moulin de la Galette (francuski: Bal du Moulin de la Galette) je slavna i ambiciozna impresionistička slika francuskog slikara Pierre-Augustea Renoira iz 1876. god., nastala samo dvije godine poslije prve izložbe impresionista. Slika je prvi put predstavljena na trećoj izložbi impresionista 1877. godine i proslavila se kao proslava sreće i blagostanja.
Ona prikazuje plesače okupane sjajnim popodnevnim svjetlom u dvorištu ispred plesne dvorane Moulin de la Galette (Mlin od palačinaka) u pariškoj četvrti Montmartre. Ova dvorana za ples subotom popodne je za vrijeme lijepog vremena organizirala popularne plesove u svom vrtnom dvorištu i bila je pojmom užitka srednje klase, ali i mjesto na zlu glasu jer su se tu nudile i prostitutke. No, na Renoirovoj slici nema ni naznake tom neugodnom ozračju koji bi narušio idilično ljetno poslijepodne, u kojemu sunce lukavo kroz grane, ali i upaljene svjetiljke, u mrljama svjetlosti obasjavaju izletnike s djecom u nedjeljnoj odjeći koji razgovaraju i mlade ljubavnike koji plešu u srednjem planu i jedini su svjesni umjetnikovih pogleda.
Renoir je romantizirao radničku klasu, svoje najčešće klijente, prikazavši ih kroz portrete i figure svojih mladih prijatelja i modela (Estelle, u prugastoj plavo-rozoj haljini, sjedi na klupi u prvom planu, dok se oko stola nalaze Renoirovi prijatelji: Lamy, Norbert Goeneutte i Georges Riviere; a u pozadini plešu: Gervex, Cordey, Lestringuez, Lhote, te Margot i španjolski slikar Solares y Cardenas). Česti u Renoirovim slikama iz ovog razdoblja, ovi privlačni članovi srednje klase su prikazani u stanjima opuštenog druženja, u smijehu, plesu i razgovoru. Nevinost njihovog flertovanja ne narušava prisutnost djece u lijevom kutu, dok je njihova opuštenost naglašena slobodnom neformalnom kompozicijom. Naime, slika je pažljivo spletena ne rasporedom figura nego cjelokupnim dojmom, svjetlošću koja prodire kroz grane i načinom na koji je Renoir potezima kista protkao plesače i cijelo platno valovima plave i ljubičaste.
Ova idilična slika bezbrižnog doba nevinosti, svojevrsnog raja, zgodno utjelovljuje Renoirovo poimanje umjetnosti:

## Povijest
Od 1879. do 1894. god. slika je bila u posjedu francuskog slikara Caillebottea, a nakon njegove smrti je pripala Francuskoj Republici kako bi se pokrili troškovi njegova pokopa. Od 1896. do 1929. god. slika je visila u Luksemburškom muzeju (Musée du Luxembourg) u Parizu, te potom u Louvreu, da bi 1986. god. bila izložena u muzeju d'Orsay gdje se nalazi i danas.
Renoir je naslikao i manju verziju iste slike (78 × 114 cm), koja se nalazi u privatnom vlasništvu. Nju je dugo posjedovao John Hay Whitney, čija je udovica 1990. god. prodala za 78 milijuna $ na aukciji u kući Sotheby's u New Yorku, i to počasnom predsjedniku tvrtke Daishowa, Saitōu Ryōeiu iz Japana. U to vrijeme, to je bila najskuplje prodana slika na svijetu. Saito je izazvao opći bijes javnosti kada je objavio kako će ova slika, zajedno s Portretom Dr. Gacheta od van Gogha koju je kupio na istoj aukciji, nakon njegove smrti biti spaljena prilikom kremacije. No, kada su Saito i njegova tvrtka zapali u financijske probleme slika je tajnom aukcijom prodana nepoznatom kupcu Iako se ne zna zasigurno, pretpostavlja se kako je u posjedu švicarskog kolekcionara.

## Vanjske poveznice
- Bal du moulin de la Galette, Musée d'Orsay (fr.)
- smARThistory: Renoir's Moulin de la Galette (engl.)